# Cathédrale d'Aoste
Cette  cathédrale n’est pas la seule cathédrale Notre-Dame-de-l'Assomption.
La cathédrale d’Aoste se trouve sur la place Jean XXIII. Sa titulature est Notre-Dame-de-l'Assomption (15 août), tandis que la titulature de la paroisse est Saint Jean le Baptiste (24 juin). Le patron du diocèse d’Aoste est Grat d'Aoste (7 septembre), et le siège de la paroisse se trouve 4, rue Comte Thomas.

## Les origines
La cathédrale, église-mère du diocèse d’Aoste, est sûrement l’édifice chrétien le plus important de la région avec la Collégiale de Saint-Ours, et le plus ancien. Les fouilles ont montré que l’église date du début de la christianisation de la Vallée d'Aoste. Un complexe de dimensions considérables existait déjà dans la seconde moitié du IVe siècle : un édifice à une seule nef d’environ quarante mètres de longueur, avec plusieurs annexes et deux baptistères, avait été aménagé à l’intérieur d’un ensemble plus ancien adossé au cryptoportique romain d'Aoste. Probablement, cette église, dont nous conservons des restes importants, a été utilisée jusqu’à la fin du premier millénaire, lorsqu’elle a été remplacée par la cathédrale actuelle.

## L’égliseanselmienne
L’église bâtie au XIe siècle et voulue sans doute par l’évêque Anselme (994-1025) devait avoir une structure de style nordique, inspirée des principaux complexes ecclésiastiques de l’empire germanique à l’époque des Ottoniens. Érigée à cheval du cryptoportique du forum romain, elle était composée de deux édifices distincts mais alignés, reliés peut-être justement par le cryptoportique. L’édifice à l’ouest était le siège de l’église paroissiale de Saint-Jean Baptiste ; à une seule nef flanquée de deux beffrois bas, il a presque disparu : il n’en reste que la façade, transformée par la suite. L’édifice à l’est, à trois nefs séparées par de simples piliers à base rectangulaire, avait deux clochers et le chœur surélevé au-dessus de la crypte ; c’était le siège de la cathédrale dédiée à la Sainte Vierge et il constitue la structure portante de l’église actuelle. Vers le milieu du XIe siècle, la nef a été complètement recouverte de fresques, une partie desquelles a été récemment découverte dans les combles. Elles représentent la légende de Saint-Eustache (paroi septentrionale) et des scènes bibliques (paroi méridionale), surmontées par une frise à arcs avec des portraits d’ecclésiastiques encore inconnus. Le cloître, dont les chapiteaux ont été retrouvés, devait être adossé au côté nord de l’église.

## Les transformations successives
Au cours des XIIe et XIIIe siècles, l’église a subi des transformations et des embellissements : le chœur a été enrichi de belles mosaïques à figures et c’est le moment de l’exécution des reliquaires, de croix de procession, et d’une série de vitraux peints (dont seuls les deux médaillons exposés au musée du trésor nous sont parvenus). À la fin du XIIIe siècle, les absides romanes ont été enfoncées pour construire un déambulatoire gothique à chapelles rayonnantes, et le chœur a été séparé de la nef par un grand jubé d’inspiration française qui sera détruit au début du siècle passé.

## LeXVesiècle
Le XVe siècle est le siècle d’or pour l’histoire de la cathédrale et de l’art valdôtain en général. L’église a été complètement transformée d’abord par les évêques Oger Moriset et Antoine de Prez, et par le comte François de Challant, ensuite par l’évêque François de Prez et un chapitre de chanoines particulièrement dynamiques, au sein desquels se distingua l’archidiacre Georges de Challant. Le plus talentueux artiste valdôtain de la première moitié du siècle, le sculpteur et architecte Étienne Mossettaz, fut invité à construire et décorer la chapelle funéraire de Moriset et la tombe de François de Challant au centre du chœur. Dans le chœur qu’il recouvrit d’un grandiose plafond sculpté, démoli à la fin du siècle, il plaça une nouvelle tombe pour le comte Thomas de Savoie, enterré dans la cathédrale depuis plus d’un siècle. Le célèbre orfèvre flamand Jean de Malines fut chargé de terminer la grande châsse de Saint-Grat, et de réaliser des bâtons de procession, des ciboires et des calices pour la sacristie. La construction d’un nouveau cloître gothique à la place de l’ancien cloître roman fut confiée à l’architecte savoyard Pierre Berger et celle des stalles gothiques du chœur aux graveurs inscrits sur un phylactere M. io. Vion. de Samuen et M. iohes de Chetro respectivement Maître Jean  Vionin de Samoëns et Maître Jean de Seytroux, tous deux savoyards.

## Les transformations entre la fin duXVesiècleet le début duXVIesiècle
À la fin du XVe siècle et au début du XVIe, une série de travaux sur le corps du bâtiment lui donna l’aspect qu’il garde encore de nos jours. Une partie de l’ancienne église Saint-Jean fut démolie, et la nef de Sainte-Marie fut allongée vers l’ouest de deux travées et recouverte de voûtes sur croisée d’ogive. Les fenêtres furent décorées d'une imposante série de vitraux peints entre 1522 et 1526, les travaux se terminèrent par l’érection d’une nouvelle façade, au porche décoré de fresques et de sculptures en terre cuite de style lombard.

## Les dernières transformations
Entre la fin du XVIe siècle et le XIXe siècle, les transformations continuèrent, mais, à cause de la diminution du rôle politique de la Vallée d’Aoste au sein des régions alpines et de la crise économique qui s’ensuivit, la quantité et la qualité des travaux baissèrent. La première chapelle à droite en entrant, vers les années 1570-1580 fut décorée de fresques qui ont été récemment retrouvées ; Joseph Javin, orfèvre et prêtre valdôtain, en 1613, réalisa la grande châsse maniériste de Saint-Joconde ; le luganais Francesco Albertolli en 1758 installa le maître-autel et le marbre ; au XIXe siècle, l’architecte Gayo construisit la façade néoclassique (1846-1848), et un côté du beau cloître du XVe siècle fut démoli pour faire place à la chapelle néogothique du Rosaire.

## Chapelles et édifices ecclésiastiques dans le territoire de la paroisse
- Les maisons des chanoines et des principales autorités religieuses (évêque, prévôt, archidiacre) étaient bâties autour de la cathédrale, si bien que rue Saint-Joconde, qui était habitée presque exclusivement par les chanoines du Chapitre, était appelée rue des prêtres. Elle garde encore presque intact son charme et son atmosphère d’ancien quartier ecclésiastique.

- Le siège de l’évêché (3, rue Mgr de Sales) se trouve en ce lieu depuis 1289 ; l’édifice actuel date de 1760, quand au palais du XVIIe siècle fut ajouté le corps oriental, destiné à accueillir des visiteurs illustres et appelé pourtant appartement des princes. Cette partie est aujourd’hui occupée par la cour épiscopale.

- Le Grand Séminaire (17, rue Xavier de Maistre) occupe l’ancien prieuré Saint-Jacquême, déjà mentionné au XIIe siècle, important centre d'études et, du XVIe siècle à 1752, siège du prévôt des chanoines du Grand-Saint-Bernard. Le prieuré fut destiné à la fonction de séminaire en 1780 par l’évêque Pierre-François de Sales, petit-neveu de Saint-François de Sales. C’est à cette époque que remonte la belle façade baroque, alors que des parties de l’abside de l’église et la base du clocher étaient déjà présentes dans l'édifice originaire.

- La chapelle Sainte-Croix (rue Édouard Aubert), bâtie à la fin XVIIe siècle, était le siège de la confrérie de la miséricorde, qui prêtait son assistance aux prisonniers et aux condamnés à mort. Le fresque sur la façade représente Sainte-Hélène retrouvant la croix ; à l’intérieur on peut admirer de beaux autels baroques du début du XVIIIe siècle.

- La chapelle de Saint-Grat (rue Jean-Baptiste de Tillier) est documentée depuis dès le début du XIIIe siècle. L’édifice actuel, du XVe siècle, est orné de belles fresques aussi bien sur la façade qu’à l’intérieur. Il fut destiné au culte jusqu’à la fin du XVIIIe siècle, quand le Chapitre de la cathédrale le céda à la commune d’Aoste qui s’en servit comme dépôt des pompes à l’incendie (en effet, elle se trouve entre la rue de Tiller et la soi-disant ruelle des pompes).

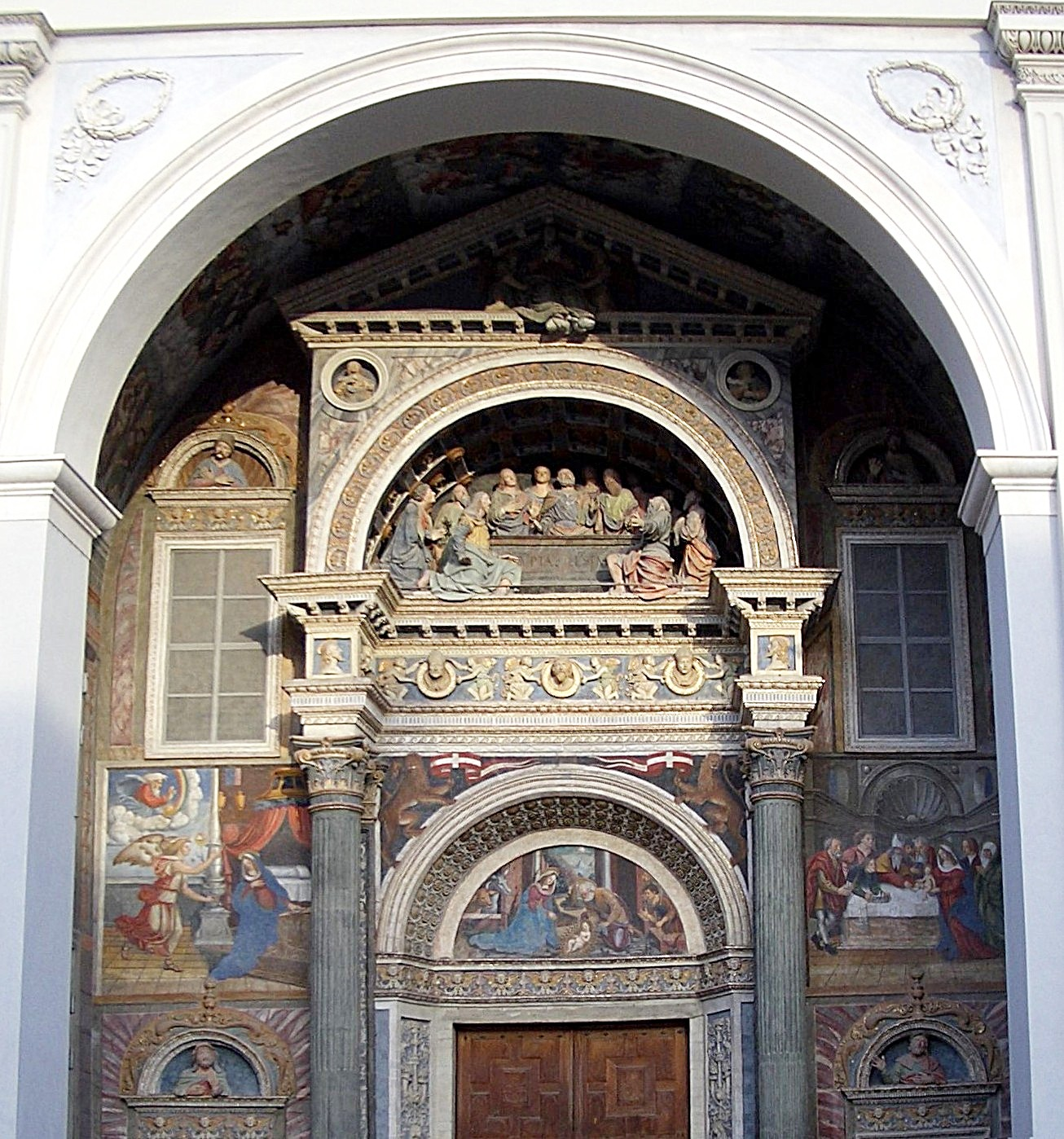
Le portail

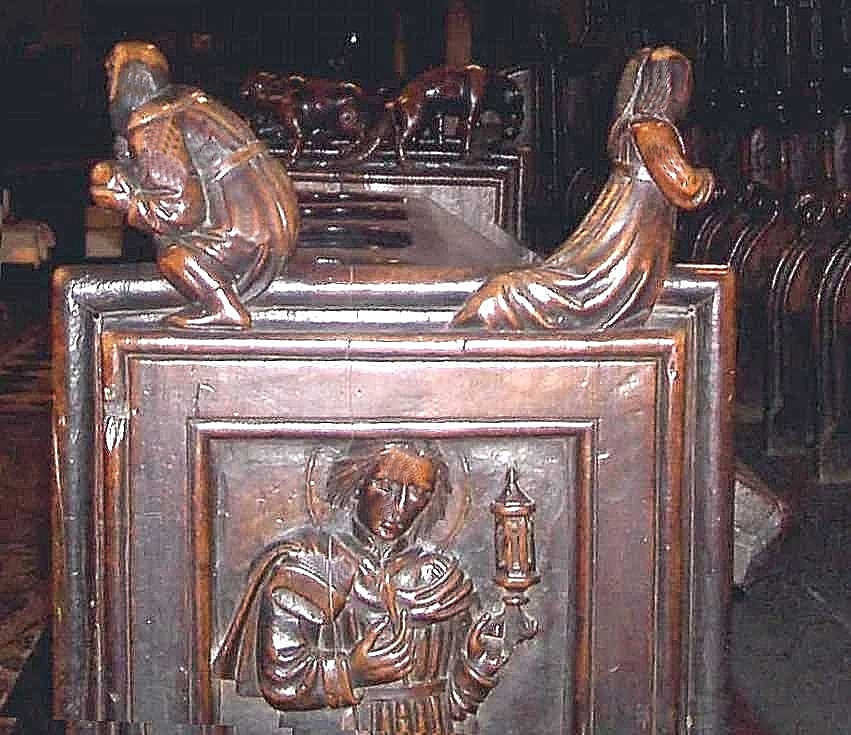
Les stalles du chœur

## Galerie de photos

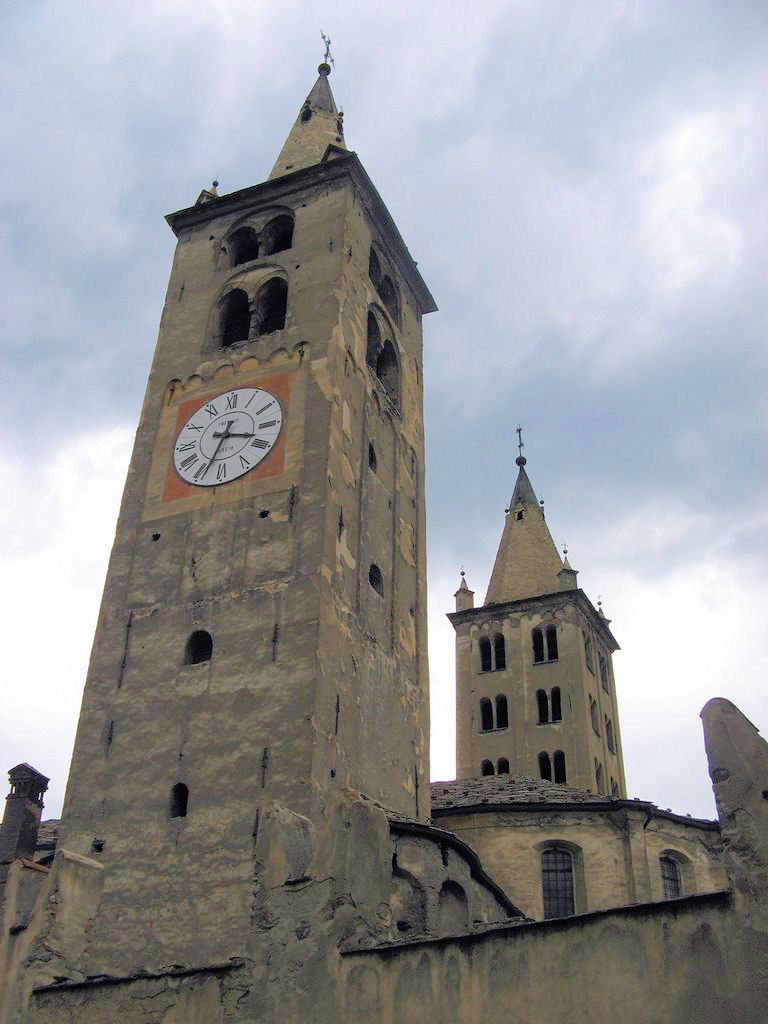
Les clochers en style roman
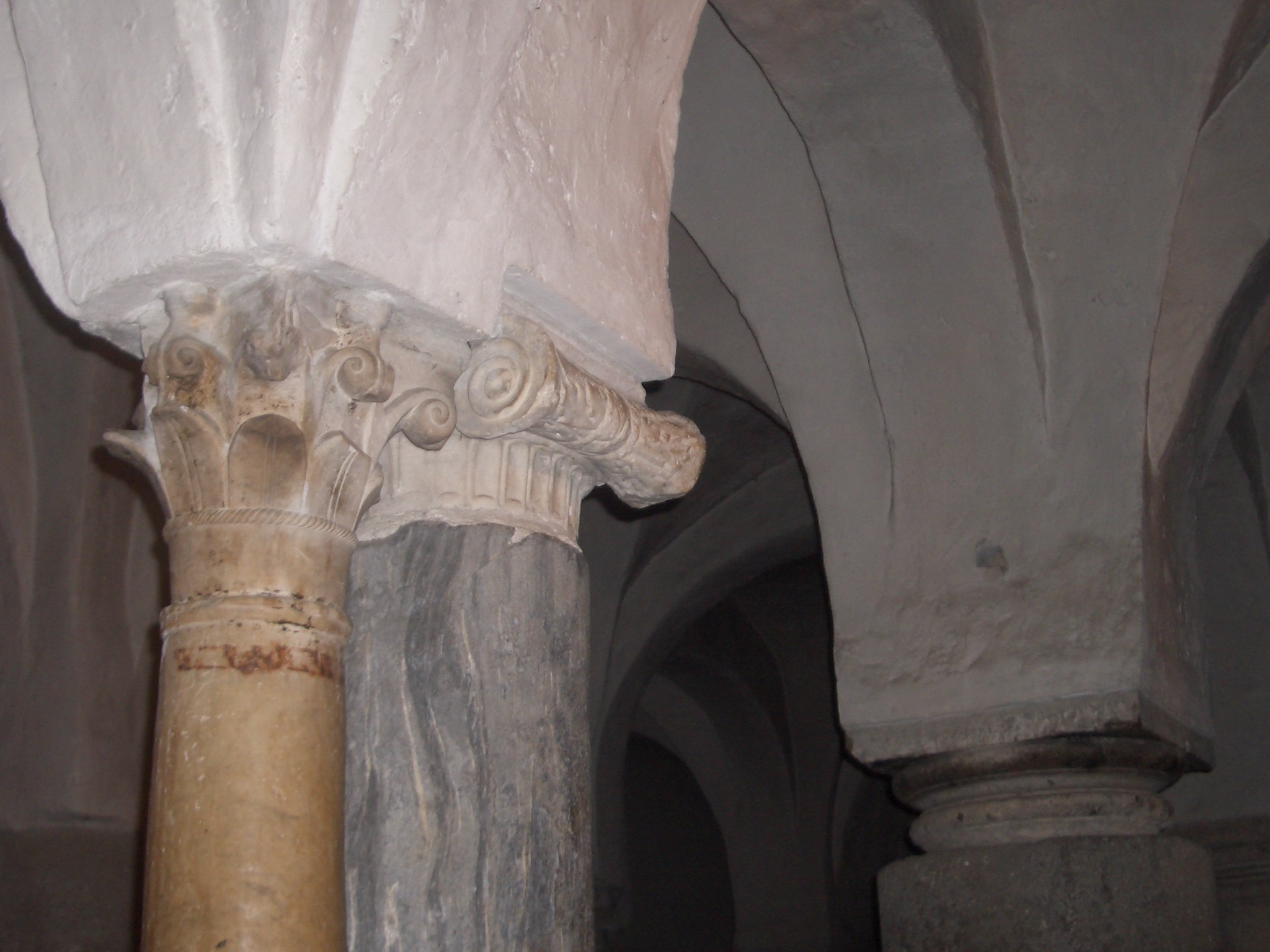
Les chapiteaux de la crypte
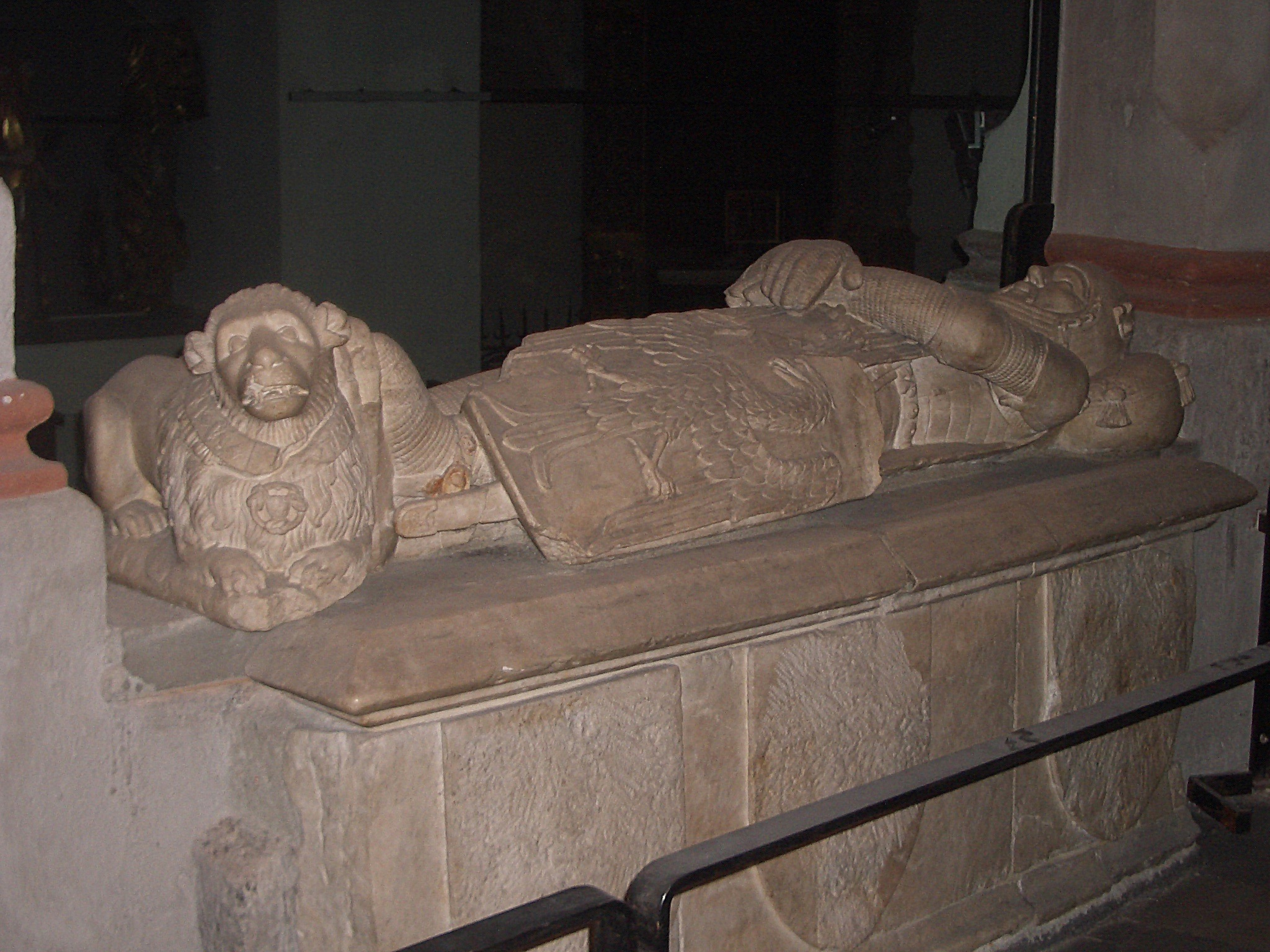
Le monument sépulcral du comte Thomas, par Étienne Mossettaz
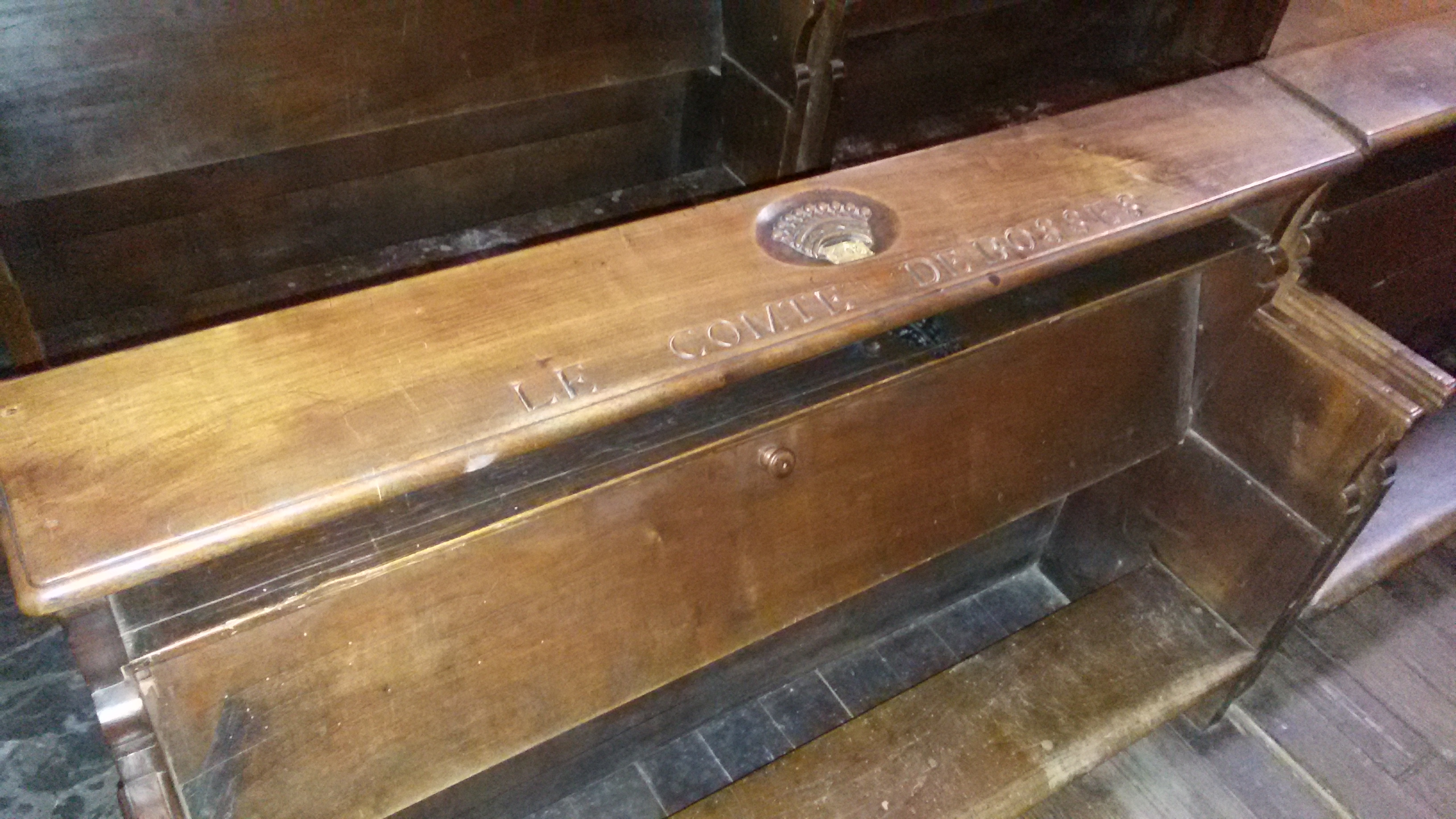
Le banc des comtes de Bosses
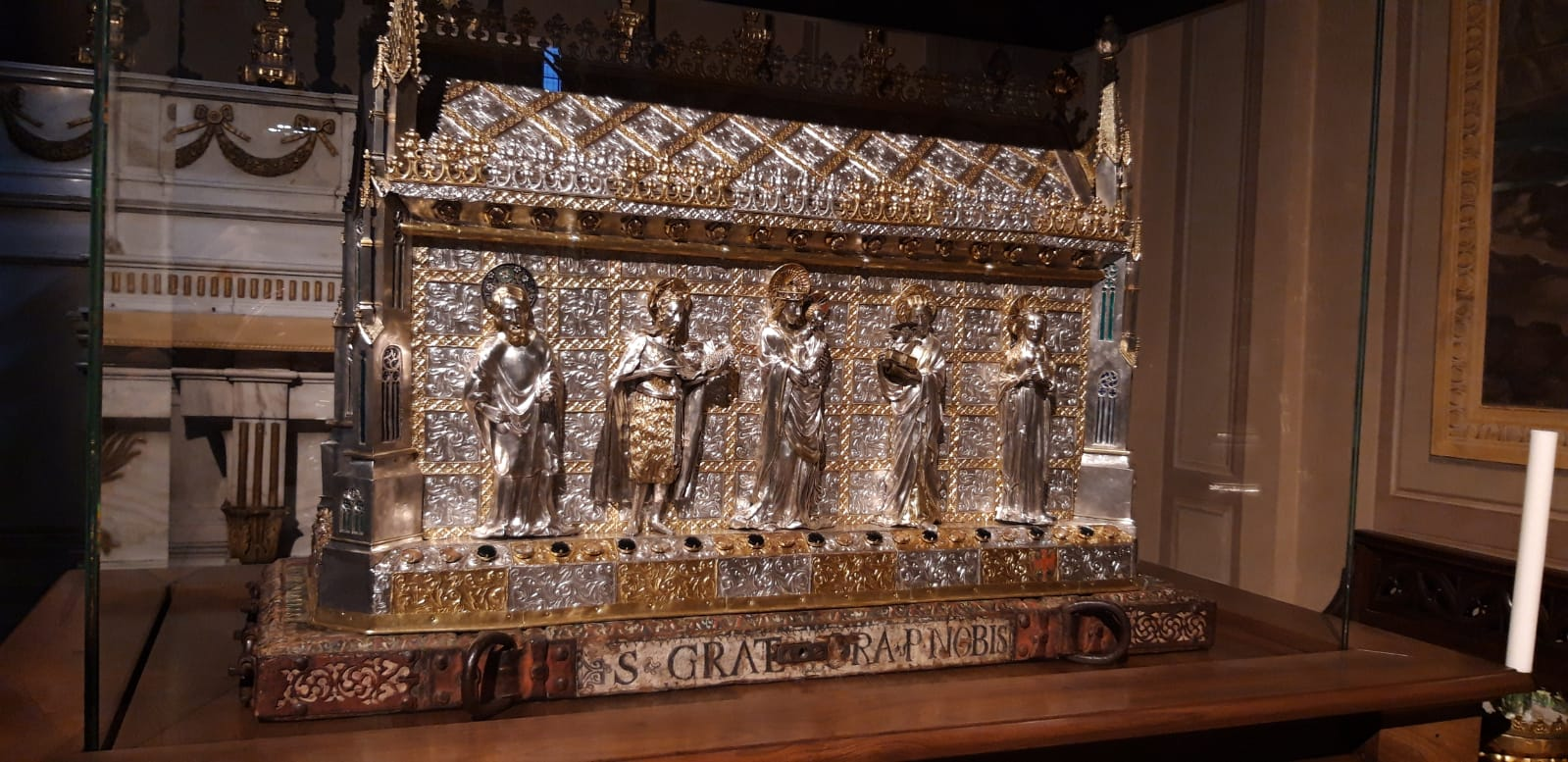
La châsse de Saint Grat
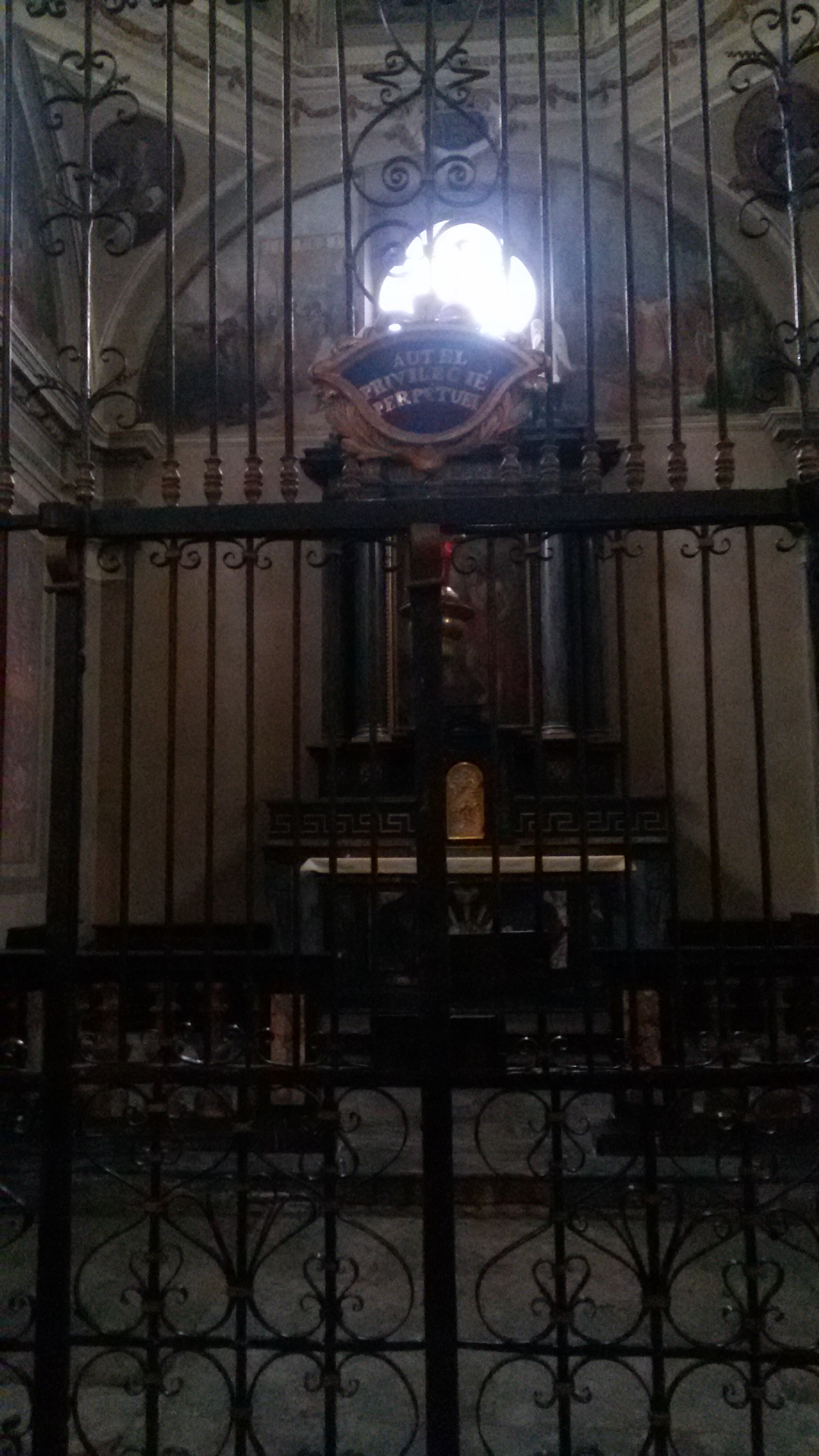
Une des chapelles
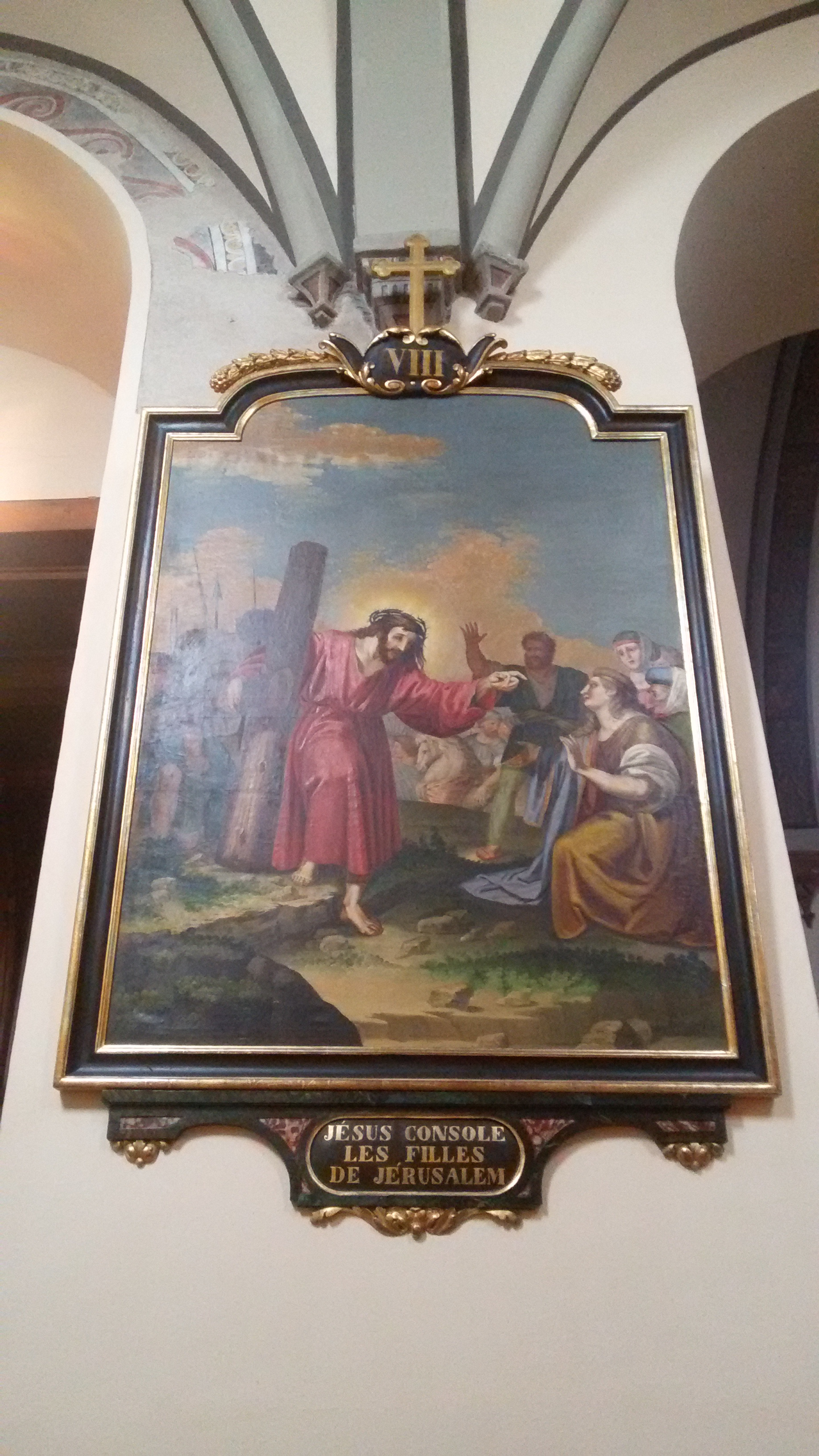
Une des stations du Chemin de Croix
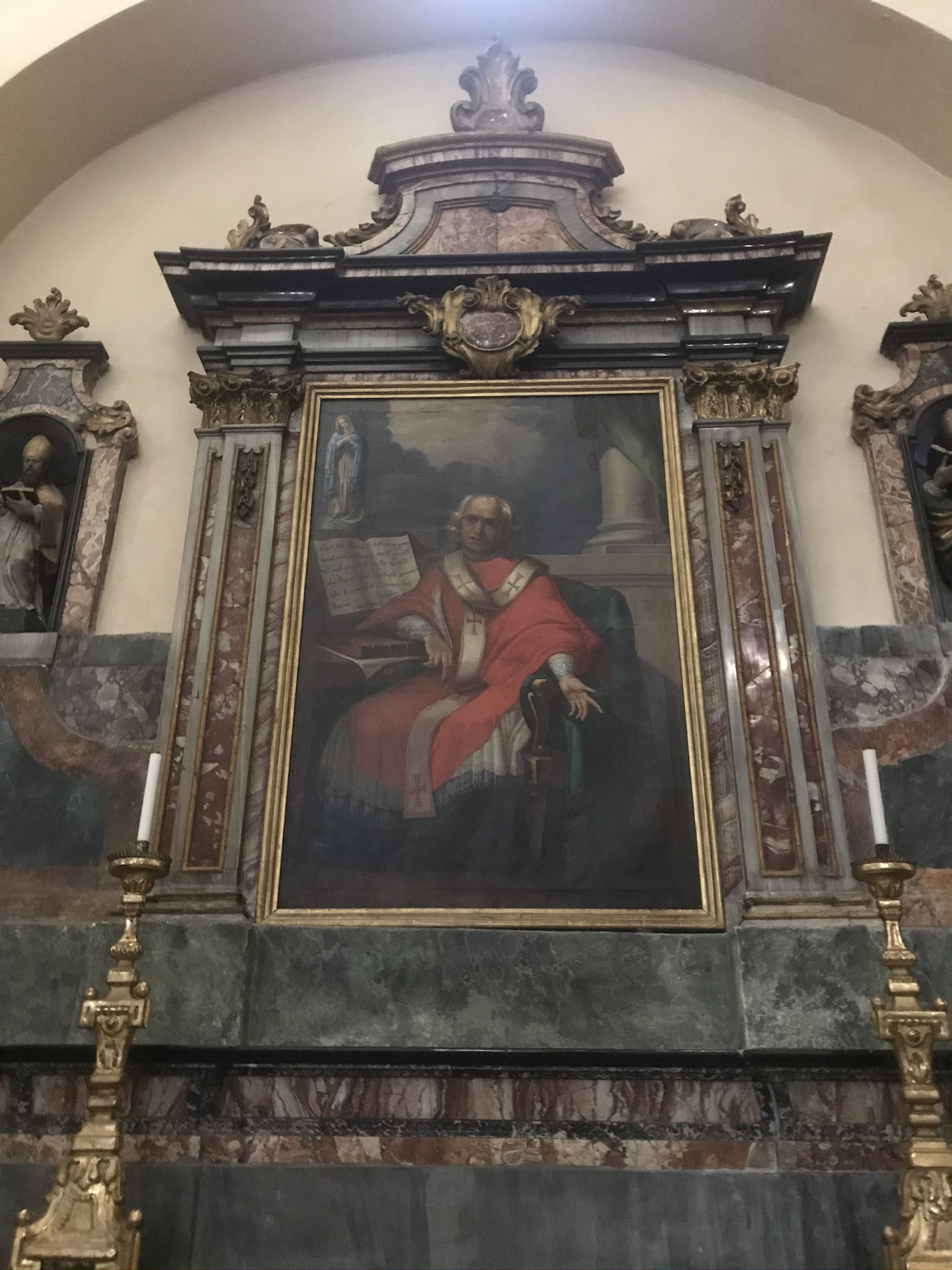
Anselme de Cantorbéry
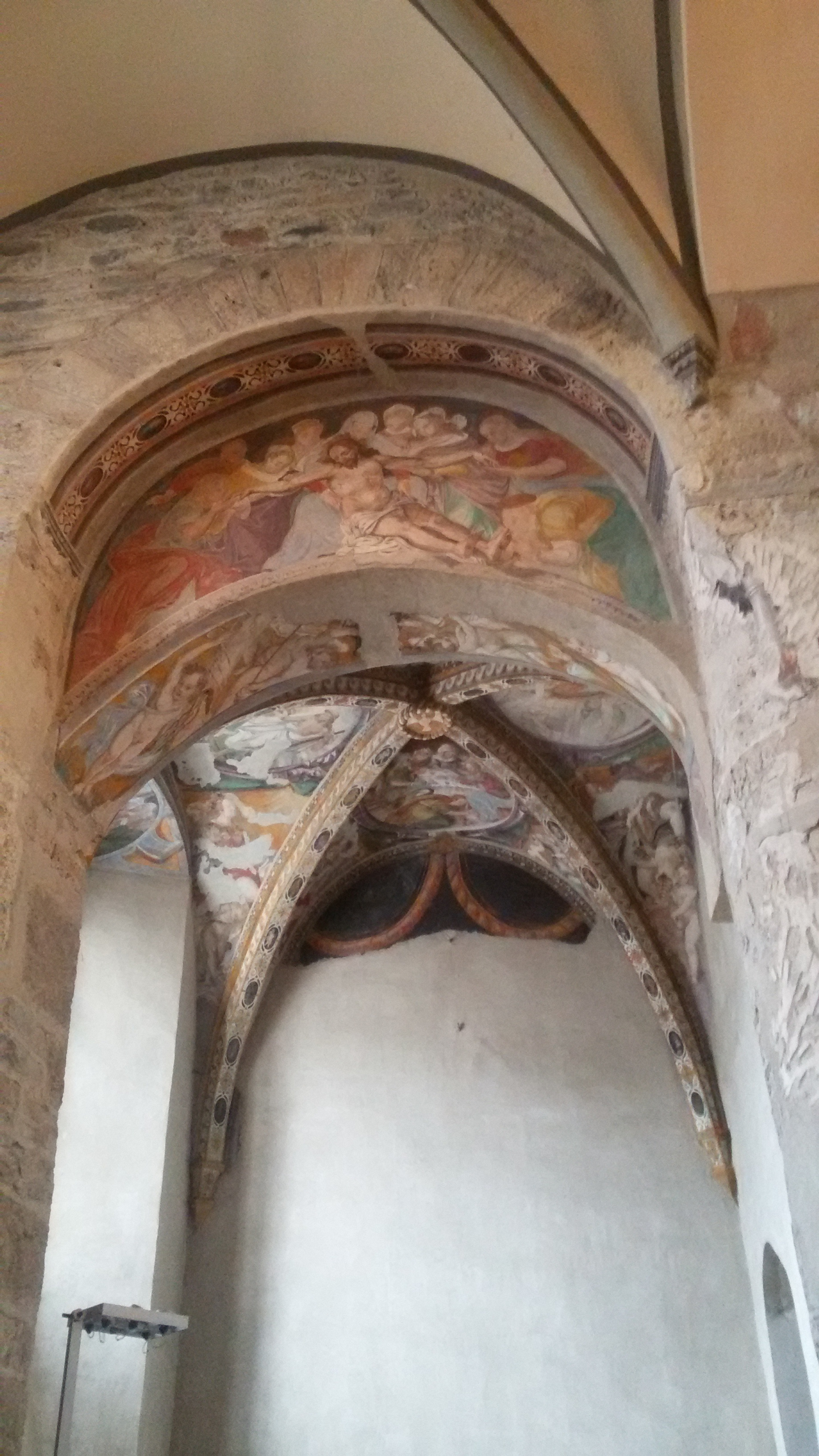
Des fresques retrouvés dans la chapelle des seigneurs de Cly

## Parcours de visite
Voici les éléments les plus importants de la cathédrale : 
- La façade néoclassique, avec les statues de Notre-Dame de l'Assomption, de Saint-Jean Baptiste et de Saint-Grat ; dans les niches, les statues d’Anselme d'Aoste et de Saint-Joconde évêque ;

- Le porche (1522-26). Dans la lunette au-dessus de l’entrée, fresque de la Nativité ; à gauche, l’Annonciation ; à droite, la Présentation de Jésus au Temple. En haut, groupe en terre cuite représentant les apôtres et l’Assomption de Marie ;

- La chapelle de Saint-Paul, ou de Cly (1570-80), avec des fresques de l’histoire de Marie-Magdeleine ;

- L’autel de Sainte-Lucie, avec la Vierge et l’Enfant, Saint-Pierre, Saint-Jean évangéliste, Sainte-Catherine et Sainte-Lucie ;

- L’autel de Sainte-Apollonie et de Saint-Claude (1786), autrefois de Saint-Anselme ;

- La chapelle de Saint-Jean Baptiste (1706), avec une statue du saint jeune et une toile du baptême de Jésus ;

- L’autel de Saint-François, autrefois des marchands ;

- L’autel de Sainte-Thérèse et de l’Enfant Jésus ;

- La chapelle de Saint-Grat, refondée en 1644 par le baron valdôtain Pierre-Philibert de Roncas en 1842 ; en face, Saint-Bernard du Mont-Joux ;

- La sacristie, autrefois chapelle des saints Gervais et Protais ;

- Les châsses des bienheureux Boniface Ier et Éméric Ier de Quart (1817), évêques d’Aoste aux XIIIe et XIVe siècles ;

- La crypte, à trois nefs se terminant par des absides sémi-circulaires, s’appuyant sur de grandes colonnes romaines de remploi et sur d’autres, plus minces, en marbre blanc, avec des chapiteaux à volutes et feuillage ;

- Le monument funéraire d’Éméric II de Quart, évêque d’Aoste (1371) ;

- Le monument funéraire de l’évêque Oger Moriset (début du XVe siècle) ;

- Le maître-autel (1758), en marqueterie de marbre ;

- La mosaïque de pavement (première moitié du XIIIe siècle), des animaux sont représentés près des fleuves Tigre et Euphrate ;

- Le grand crucifix en bois (1397), réalisé par un maître aostois ;

- La chapelle Notre-Dame du Rosaire (1862), en style néogothique, avec les bustes des évêques Jacques-Joseph Jans, Joseph-Auguste Duc et Jean-Vincent Tasso (XIXe – XXe siècles) ;

- L’autel des saints Sébastien et Roch, avec une toile représentant aussi Saint-Pantaléon et, en haut, la Vierge à l'Enfant entre Saint-Antoine abbé et un saint diacre (1812) ;

- L’autel du Saint-Nom de Jésus (XVIIIe siècle), avec une toile représentant Jésus, et, à ses pieds, les saints Anne, Joachim, Jacques et Philippe Néri ;

- L’autel de Sainte-Cathérine, aux côtés de laquelle on voit les saintes Barbe (très vénérée en Vallée d’Aoste) et Rita de Cascia. Dans l’arc au-dessus, Saint-Blaise ;

- Les fonts baptismaux (1652), et la chapelle Saint-Vincent (autrefois Du Bois), qui a été reconstruite en 1840 ;

- L’orgue, une des œuvres les plus remarquables de Charles Vegezzi-Bossi, protagoniste jusqu'à 2012 (47e édition) du Festival international de récitals d'orgue ;

- La chaire en marbre (XVIIIe siècle) ;

- Les vitraux de la nef centrale et du déambulatoire.
- Les stalles, sculptées en 1469 par deux graveurs savoyards, au nombre de 56 dont 30 hautes et 26 basses plus 5 transportées en 1838 dans la salle capitulaire [1].